# ピンクの豹
『ピンクの豹』（The Pink Panther）は、1963年製作のアメリカのコメディ映画。イタリアを舞台に展開する5大スター競演のロマンティック・コメディである。ピーター・セラーズ演ずるクルーゾー警部が活躍するピンク・パンサーシリーズの第1作にあたるが、主演はデヴィッド・ニーヴンで、クルーゾーは準主役格であった。監督ブレイク・エドワーズ。音楽ヘンリー・マンシーニ。
「クルーゾー警部」、「アニメキャラクターのピンクパンサー」、主題曲『ピンク・パンサーのテーマ』の3大ヒットを生み出した伝説的作品である。

## ストーリー
中東某国の王女・ダーラは母国の革命から逃れ、イタリアのスキーリゾート、コルティーナ・ダンペッツォに身を寄せていた。王女は内部にピンクの豹が浮かび上がるというダイヤモンド「ピンク･パンサー」を所有していたが、革命政府からはダイヤの返還を求められていた。そのダイヤを狙ってイギリス貴族のチャールズ・リットン卿（実は希代の怪盗ファントム）が王女に接近する。リットンは手下に王女の愛犬をさらわせ、それを追跡したための怪我を装って王女の同情と信頼を得た。やがて王女はリットンに恋愛感情をも持つようになる。
一方、ファントム逮捕に執念を燃やすパリ警察のクルーゾー警部はファントム出現を予想し、愛妻シモーヌを伴ってコルティーナを訪れた。しかし、実はシモーヌはリットンの愛人で、クルーゾーの捜査方針はリットンに筒抜けであった。そこにリットンの甥で、アメリカに留学していたジョージも現れる。叔父が怪盗ファントムであることも、シモーヌが叔父の愛人であることも知らないジョージはシモーヌに夢中になる。白銀のリゾートを舞台に恋とダイヤの争奪戦が繰り広げられる。騒動のさなか、クルーゾーはリットンがファントムであると確信する。
舞台はローマへ。王女邸を訪れたクルーゾーはファントムの正体がリットンだと王女に告げる。そして王女邸で行われる仮装パーティーの夜に警官を配備し、自らも仮装してファントムを待ち構える。リットンとジョージはそれぞれダイヤを狙い忍び込むが、ダイヤは王女により隠されていた。王女にはダイヤを盗まれたこととして、革命政府の返還要求から逃れようという意図があったのだ。リットンとジョージは王女邸から逃走、それをクルーゾー率いる警官隊が追跡する。市街でのカーチェイスの末にリットンとジョージは逮捕され、裁判にかけられることとなった。クルーゾーは2人の有罪を確信し、自信満々である。
シモーヌは王女を訪ね、リットンらを救うよう懇願する。リットンへの思いを断ち難い王女はシモーヌに何事か提案をする。裁判が開廷され、被告側の弁護人からクルーゾーこそファントムではないかとの疑義が示される。思わぬ追及に狼狽したクルーゾーはジャケットの胸ポケットからハンカチを取り出そうとして、盗まれたはずのダイヤを一緒に引っ張り出してしまう。シモーヌによりダイヤがポケットに忍ばされていたのだ。ダイヤを盗み隠し持っていたことにされたクルーゾーはファントムの正体として逮捕されてしまった。
一方、リットンとジョージは無実となって釈放された。リットンがファントムとして活動を再開すればクルーゾーの無実は証明される。それまでしばらくは囚われの身となるクルーゾーは最初は必死に無実を主張した。しかし、ファントムの人気は凄まじく、法廷には女性ファンが押し掛け、連行に当たる警官からも畏敬の目を向けられる。満更でもないクルーゾーは、ついつい自分が本当のファントムであるかのような発言をしてしまうのであった。

## 概要
デヴィッド・ニーヴン、ピーター・セラーズ、ロバート・ワグナー、キャプシーヌ、そしてクラウディア・カルディナーレの、セラーズ以外は美男美女の5大スター競演によるロマンティック・コメディ。白銀のスキーリゾートから文化の都ローマへと舞台を移しながら、再三のパーティーシーンも華やかに物語が展開する。セラーズはコメディリリーフで、彼の登場シーンはドタバタ喜劇の要素が強くなる。
ヘンリー・マンシーニによる主題曲『ピンク・パンサーのテーマ』も大ヒットし、スタンダードナンバーとなった。加えて、やはりマンシーニによる哀愁漂う挿入曲『今宵を楽しく』が時に妖しく、時に切なく全編を彩っている。リゾートホテルのラウンジで主要出演者を観客に、歌手兼女優のフラン・ジェフリーズが『今宵を楽しく』を歌い踊るシーンも人気が高い。
本作でセラーズが演じたクルーゾー警部はファントムの引き立て役で、哀れな道化者ともいえる役回りであった。しかし、その個性溢れるエネルギッシュなキャラクターが好評であったため、翌1964年には早くもクルーゾーを主役としたスピンオフ作品『暗闇でドッキリ』が製作される。さらに多くの後継作が製作され、ピンク・パンサーシリーズは20世紀後半を代表するコメディ映画の大ヒットシリーズとなっていく。なお、短編アニメ「the inspector」も1965年に制作されてテレビ放送もされた。この短編は日本でも1970年代に「警部でゴジャール」のタイトルで放送され、吹き替えは藤村有弘（ゴジャール）と山本嘉子（シーシー役、オリジナルではドゥドゥ）が担当した。
また、フリッツ・フレレング（デパティ・フレレング・エンタープライズ）によるオープニングアニメーションに登場したピンクの豹のキャラクターも人気を得た。本作シリーズを離れ、映画やテレビにおいてこのキャラクターを主役とした多くのアニメーション作品が製作された。

## 備考
- 製作国アメリカでは1964年3月18日に公開されたため、本作を1964年度の映画とする記述が見られるが、イタリアでは1963年12月18日に先行公開されているため、1963年度の作品とするのが一般的。
- 本作でのクルーゾーはコメディリリーフとして全編で大ボケを繰り返すが、冷静な推理でファントムの正体をリットンと見抜くなど、名探偵の顔も見せる。次作以降に見られる見当違いの思い込みで捜査に邁進して、結果的に事件を解決してしまうという行動パターンとは異なる面もある。
- 第2作以降はセラーズ演じるクルーゾーが主役となるため、ニーヴンら他の4人の主要キャストはシリーズから離れるが、セラーズの死後、ニーヴンとキャプシーヌは第6作と7作に、ワグナーは第7作に同じ役で出演した。
- シリーズを通して人気を得た、クルーゾーの上司であるドレフュス主任警部（演、ハーバート・ロム）と、クルーゾー宅の使用人ケイトー（演、バート・クウォーク）は本作には登場せず、ともに初登場は次作（スピンオフ作品「暗闇でドッキリ」）になる。
- 本作においてダーラ王女の出身国名は明らかにされていない。しかしシリーズ第3作で、本作の続編的位置付けである『ピンク・パンサー2』（1975年）において「ダイヤモンドのピンク・パンサー」は中東の国・ルガシュの博物館に展示されている。このことから、王女の出身国は名はルガシュで、ダイヤは革命政府の求めによりルガシュに返還されたものと推測できる。しかし『ピンク・パンサー2』では、革命で王家が海外に追われたはずのルガシュに国王がいる設定となっており、矛盾もある。王家が復権したとの解釈も不可能ではないが、王女の消息について後のシリーズで語られることはない。セラーズの没後に製作されたシリーズ最終作『ピンク・パンサーの息子』（1993年）にカルディナーレは30年振りに再出演を果たすが、ダーラとは別の役であった。
- 上述の歌手フラン・ジェフリーズの歌唱シーンについて、ジェフリーズが王女役のクラウディア・カルディナーレと似ているため、ネット等にカルディナーレによる歌唱との誤記述が見られる。このシーンで王女は聴衆の中にいるが、ほとんどアップで映らない故に誤解が生じやすい。
- クルーゾー警部の夫人シモーヌ役はエヴァ・ガードナーの予定であったが、ガードナーが降りたため、チャールズ・フェルドマンが監督のブレイク・エドワーズにキャプシーヌを推した。この交替により、クルーゾー警部役で出演する予定だったピーター・ユスティノフが、キャプシーヌと共演することを拒否して土壇場で降板したため、急遽、ピーター・セラーズがクルーゾー警部を演じることになった[2]。特にユスティノフの降板はローマでのクランクイン直前で、セラーズは急遽の代役として生涯の当たり役を手に入れることとなった。なお、フェルドマンは、当時ハリウッドで有力なプロデューサー/エージェントで、キャプシーヌをスカウトした人物。
- クラウディア・カルディナーレは撮影当時は英語が十分に話せなかったため、声は他の声優による吹き替えであった、とヘンリー・マンシーニは書いている[3]。
- 今日、『ピンク・パンサーのテーマ（英語版）』として知られる有名な曲は、主演のデヴィッド・ニーヴン演ずるチャールズ・リットン卿こと怪盗ファントムの忍び足をテーマにしたものであった[3]。すなわち、この曲が「誰」のテーマ音楽なのかといえば、『ピンクの豹』ではなく、ピーター・セラーズ（クルーゾー警部）でもなく、デヴィッド・ニーヴンのテーマ音楽なのであった。

## キャスト
| 役名                     | 俳優                         | 日本語吹き替え                                             | 日本語吹き替え                                      |
| 役名                     | 俳優                         | テレビ朝日版                                               | テレビ東京版                                        |
| ------------------------ | ---------------------------- | ---------------------------------------------------------- | --------------------------------------------------- |
| チャールズ・リットン卿   | デヴィッド・ニーヴン         | 中村正                                                     | 谷口節                                              |
| ジャック・クルーゾー警部 | ピーター・セラーズ           | 大塚周夫                                                   | 稲葉実                                              |
| ジョージ・リットン       | ロバート・ワグナー           | 広川太一郎                                                 | 宮本充                                              |
| シモーヌ・クルーゾー     | キャプシーヌ                 | 藤波京子                                                   | 高島雅羅                                            |
| アンジェラ・ダニング夫人 | ブレンダ・デ・バンジー       |                                                            | 火野カチコ                                          |
| タッカー                 | コリン・ゴードン             | 塩見竜介                                                   | 田口昂                                              |
| サルード                 | ジェームズ・ランフィアー     |                                                            | 乃村健次                                            |
| 歌手                     | フラン・ジェフリーズ         |                                                            |                                                     |
| ダーラ王女               | クラウディア・カルディナーレ | 小原乃梨子                                                 | 水谷優子                                            |
| 日本語版スタッフ         |                              |                                                            |                                                     |
| 演出                     | 演出                         |                                                            | 甲斐樹美子                                          |
| 翻訳                     | 翻訳                         |                                                            | 植田尚子                                            |
| 調整                     | 調整                         |                                                            | 遠西勝三                                            |
| 制作                     | 制作                         |                                                            | ムービーテレビジョン                                |
| 初回放送                 | 初回放送                     | 『日曜洋画劇場』 1973年1月28日放送 本編約96分              | 『午後のロードショー』 2001年2月19日放送 本編約94分 |
| 再放送                   | 再放送                       | 『水曜ロードショー』 「ピンクパンサー1」 1976年1月21日放送 |                                                     |

※2004年のDVD化の際、当初はテレビ朝日版の収録が予定されていたものの再放送時の短縮音源（約71分）しか現存しなかったため、尺の長いテレビ東京版が収録された。2019年にムービープラスでテレビ朝日版が放送された際は欠落部分を一般から公募した音源で補って放送した。